# 1959-es Copa América (Ecuador)
1959-ben két dél-amerikai kontinenstornát rendeztek. Az ecuadori rendezésű a 27. Dél-amerikai Válogatottak Bajnoksága volt, melyet december 5. és 25. között rendeztek. Uruguay nyerte a tornát, ez volt a tizedik győzelmük.

## Résztvevők
| - Argentína - Brazília - Ecuador | - Paraguay - Uruguay |

Bolívia, Chile, Kolumbia és Peru visszalépett.

## Eredmények
Az öt részt vevő válogatott egy csoportban, körmérkőzéses formában mérkőzött meg egymással. A csoport élén végzett csapat nyerte meg a kontinensviadalt.

### Mérkőzések
| 1959. december 5. |

| Brazília                      | 3–2   | Paraguay               |
| ----------------------------- | ----- | ---------------------- |
| Paulo 25' 39' Zé de Mello 55' | (2–0) | Parodi 72' Benítez 90' |

| Estadio Modelo, Guayaquil Nézőszám: 35 000 Játékvezető: Carlos Ceballos (ecuadori) |

| 1959. december 6. |

| Uruguay                                                   | 4–0   | Ecuador |
| --------------------------------------------------------- | ----- | ------- |
| Silveira 1' (11-esből) Escalada 28' Bergara 46' Pérez 52' | (2–0) |         |

| Estadio Modelo, Guayaquil Nézőszám: 55 000 Játékvezető: José Luis Praddaude (argentin) |

| 1959. december 9. |

| Argentína                                    | 4–2   | Paraguay               |
| -------------------------------------------- | ----- | ---------------------- |
| Sanfilippo 8' 57' 89' (11-esből) Pizzuti 81' | (1–1) | Insfrán 30' Cabral 90' |

| Estadio Modelo, Guayaquil Nézőszám: 15 000 Játékvezető: Esteban Marino (uruguayi) |

| 1959. december 12. |

| Uruguay                            | 3–0   | Brazília |
| ---------------------------------- | ----- | -------- |
| Escalada 49' Bergara 67' Sasía 75' | (0–0) |          |

| Estadio Modelo, Guayaquil Nézőszám: 55 000 Játékvezető: José Luis Praddaude (argentin) |

| 1959. december 12. |

| Ecuador   | 1–1   | Argentína |
| --------- | ----- | --------- |
| Raffo 20' | (1–0) | Sosa 62'  |

| Estadio Modelo, Guayaquil Nézőszám: 55 000 Játékvezető: José Gomes Sobrinho (brazil) |

| 1959. december 16. |

| Uruguay                                                         | 5–0   | Argentína |
| --------------------------------------------------------------- | ----- | --------- |
| Silveira 9' (11-esből) 55' (11-esből) Bergara 15' 64' Sasía 25' | (3–0) |           |

| Estadio Modelo, Guayaquil Nézőszám: 50 000 Játékvezető: José Gomes Sobrinho (brazil) |

| 1959. december 19. |

| Brazília                              | 3–1   | Ecuador   |
| ------------------------------------- | ----- | --------- |
| Paulo 23' Geraldo 42' Zé de Mello 45' | (1–1) | Raffo 12' |

| Estadio Modelo, Guayaquil Nézőszám: 55 000 Játékvezető: Esteban Marino (uruguayi) |

| 1959. december 22. |

| Argentína                        | 4–1   | Brazília    |
| -------------------------------- | ----- | ----------- |
| García 2' Sanfilippo 27' 89' 90' | (2–0) | Geraldo 64' |

| Estadio Modelo, Guayaquil Nézőszám: 42 000 Játékvezető: Esteban Marino (uruguayi) |

| 1959. december 22. |

| Paraguay   | 1–1   | Uruguay   |
| ---------- | ----- | --------- |
| Parodi 32' | (1–0) | Sasía 88' |

| Estadio Modelo, Guayaquil Nézőszám: 45 000 Játékvezető: José Luis Praddaude (argentin) |

| 1959. december 25. |

| Ecuador                             | 3–1   | Paraguay          |
| ----------------------------------- | ----- | ----------------- |
| Spencer 52' Balseca 60' Cañarte 89' | (0–1) | Gómez 11' (öngól) |

| Estadio Modelo, Guayaquil Nézőszám: 55 000 Játékvezető: José Gomes Sobrinho (brazil) |

### Végeredmény
A hazai csapat eltérő háttérszínnel kiemelve.
| Helyezés | Nemzet    | M | Gy | D | V | G+ | G– | Gk  | P |
| -------- | --------- | - | -- | - | - | -- | -- | --- | - |
| Arany    | Uruguay   | 4 | 3  | 1 | 0 | 13 | 1  | +12 | 7 |
| Ezüst    | Argentína | 4 | 2  | 1 | 1 | 9  | 9  | 0   | 5 |
| Bronz    | Brazília  | 4 | 2  | 0 | 2 | 7  | 10 | –3  | 4 |
| 4.       | Ecuador   | 4 | 1  | 1 | 2 | 5  | 9  | –4  | 3 |
| 5.       | Paraguay  | 4 | 0  | 1 | 3 | 6  | 11 | –5  | 1 |

| Az 1959-es, ecuadori rendezésű Dél-amerikai Válogatottak Bajnoksága győztese |
| ---------------------------------------------------------------------------- |
| URUGUAY 10. cím                                                              |

### Gólszerzők
| 6 gólos - Jose Sanfilippo 4 gólos - Mario Ludovico Bergara 3 gólos - Paulo - Alcides Silveira - José Francisco Sasía | 2 gólos - Geraldo - Zé de Mello - Carlos Alberto Raffo - Silvio Parodi - Guillermo Escalada 1 gólos - Omar García - Juan Pizzuti - Héctor Sosa | 1 gólos (folytatás) - José Balseca - Climaco Cañarte - Alberto Spencer - Genaro Benítez - Pedro Cabral - Eligio Insfrán - Domingo Pérez öngólos - Rómulo Gómez ( Paraguay ellen) |

## Külső hivatkozások
- 1959 South American Championship